# اوکوچی ماساتادا
اوکوچی ماساتادا (انگلیسی: Ōkōchi Masatada؛ ۲۷ مه ۱۸۴۴ – ۲ ژوئن ۱۹۰۱) سیاستمدار، دایمیو در قلمرو اوتاکی و روجو در دوره ادو اهل ژاپن بود.

## در جنگ بوشین
اوکوچی رهبر اسمی ارتش شوگون در نبرد توبا-فوشیمی در ژانویه ۱۸۶۸ بود، جایی که او توسط انقلابی نیروی زمینی امپراتوری ژاپن شکست خورد. در ۲۹ ژانویه، او از مقر خود در Yodo Station عقب‌نشینی کرد.
در طول جنگ، اوکوچی از چهره سربازان کشته شده به عنوان همراهی برای ساکی گزارش شده است.
اگرچه اوکوچی و تاکه‌ناکا شیگه‌کاتا توسط مقامات امپراتوری به عنوان "رهبران" (巨魁) توصیف شدند.
توبا فوشیمی، اوکوچی توانست با تسلیم سریع قلعه اوتاکی، از دامنه اوتاکی در برابر انتقام‌جویی توسط دولت جدید محافظت کند.
.